# 若生照男
若生 照男（わこう てるお、1938年6月10日 - 2006年12月21日）は、日本の政治家。宮城県黒川郡富谷町（現在の富谷市）長（6期）。旭日小綬章受章。位階は従五位。

## 来歴
宮城県黒川郡富谷村（のち富谷町、現・富谷市）出身。宮城県黒川高等学校卒業。卒業後は農業に従事し、富谷村青年団長、国会議員秘書、富谷町社会教育委員、富谷小学校、富谷中学校各PTA会長などを務める。

### 1983年富谷町長選挙
1983年、富谷町長選挙に立候補し、当選する。以来6期務める。
※当日有権者数：-人 最終投票率：-%（前回比：-pts）
| 候補者名 | 年齢 | 所属党派 | 新旧別 | 得票数  | 得票率 | 推薦・支持 |
| -------- | ---- | -------- | ------ | ------- | ------ | ---------- |
| 若生照男 | 44   | 無所属   | 新     | 5,004票 | 57.4%  | -          |
| 若生嘉二 | -    | 無所属   | 新     | 3,721票 | 42.6%  | -          |

1991年に無投票で3選を果たした。
富谷町は仙台のベッドタウンとなり、人口が増加した。これに伴い、町の基本構想を見直し、緑の保全や、教育、福祉施設の整備などに取り組んだ。
2003年に助役と収入役を廃止する条例案を議会に提出、廃止した。また、町職員の残業手当を大幅に削減するなど行財政改革に務めた。
2006年12月、急性呼吸不全により、死去した。死没日付をもって旭日小綬章受章、叙従五位。
このほか宮城県町村会副会長、黒川地方町村会副会長、黒川地域行政事務組合理事、同副管理者などを務めた。

## 親族
- 若生裕俊（富谷市長、息子）
- 若生英俊（元富谷町長、従弟）